# Tas-Silġ
Tas-Silg è un sito archeologico di Malta. Il nome deriva dalla vicina chiesa della Madonna della Neve (Knisja tal-Madonna tas-Silġ)
Questa coppia di templi vicino a Marsaxlokk contiene le rovine di quattro strutture diverse provenienti da quattro epoche differenti; una della fase di Tarxien (XXX secolo a.C. fino al XXV secolo a.C.), un insediamento risalente all'età del bronzo, un tempio greco-punico dedicato ad Astarte ed una chiesa cristiana relativamente più moderna (quarto, quinto secolo d.C.).